# Emilia di Sassonia
Emilia di Sassonia (Freiberg, 27 luglio 1516 – Ansbach, 9 aprile 1591) è stata la terza moglie del margravio Giorgio il Pio di Brandeburgo-Ansbach.

## Biografia
Emilia era la figlia del duca Enrico IV di Sassonia e di sua moglie Caterina di Meclemburgo-Schwerin.

## Matrimonio
Il 25 agosto 1533 sposò Giorgio di Brandeburgo-Ansbach, il futuro margravio di Brandeburgo-Ansbach, che era stato riconosciuto come duca di Slesia.
La coppia ebbe quattro figli:
- Sofia (1535-1587), sposò nel 1560 il duca Enrico XI di Legnica (1539-1588);
- Barbara (1536-1591);
- Dorotea Caterina (1538-1604), sposò nel 1556 Enrico V, burgravio di Plauen, burgravio di Meissen;
- Giorgio Federico (1539-1603), margravio di Brandeburgo-Ansbach, sposò in prime nozze, nel 1558, la principessa Elisabetta di Brandeburgo-Küstrin (1540-1578); sposò in seconde nozze, nel 1579, la principessa Sofia di Brunswick-Lüneburg (1563-1639).

## Ultimi anni e morte
Dopo la morte del marito nel 1543, Emilia è stata la reggente per il figlio fino al 1556. Lei gli fornì la sua formazione. Tuttavia, la reggenza del Brandeburgo-Ansbach è stata amministrata congiuntamente dai regnanti degli Elettori di Sassonia, degli elettori di Brandeburgo, e da Filippo I d'Assia.
Emilia è stata descritta come saggia, virtuosa e pia. Era una rigorosa luterana e combatté il cattolicesimo nei territori del marito e del figlio. In seguito si ritirò dalla vita pubblica. Morì il 9 aprile 1591 ad Ansbach.

## Ascendenza
|                                         |                                         |                                           | Genitori                                                 |  |  | Nonni |  |  | Bisnonni                                   |  |  | Trisnonni                                 |  |
|                                         |                                         |                                           |                                                          |  |  |       |  |  | Federico II, principe elettore di Sassonia |  |  | Federico I, principe elettore di Sassonia |  |
|                                         |                                         |                                           |                                                          |  |  |       |  |  | Federico II, principe elettore di Sassonia |  |  | Federico I, principe elettore di Sassonia |  |
|                                         |                                         | Caterina di Brunswick-Lüneburg            |                                                          |  |  |       |  |  | Federico II, principe elettore di Sassonia |  |  |                                           |  |
| Alberto III, duca di Sassonia           |                                         |                                           |                                                          |  |  |       |  |  | Federico II, principe elettore di Sassonia |  |  |                                           |  |
|                                         |                                         | Margherita d'Asburgo                      | Ernesto I d'Asburgo, duca di Stiria, Carinzia e Carniola |  |  |       |  |  |                                            |  |  |                                           |  |
|                                         |                                         | Margherita d'Asburgo                      | Ernesto I d'Asburgo, duca di Stiria, Carinzia e Carniola |  |  |       |  |  |                                            |  |  |                                           |  |
|                                         |                                         | Margherita d'Asburgo                      | Cimburga di Masovia                                      |  |  |       |  |  |                                            |  |  |                                           |  |
| Enrico IV, duca di Sassonia             |                                         | Margherita d'Asburgo                      |                                                          |  |  |       |  |  |                                            |  |  |                                           |  |
|                                         |                                         | Giorgio, re di Boemia                     | Vittorino I di Poděbrady                                 |  |  |       |  |  |                                            |  |  |                                           |  |
|                                         |                                         | Giorgio, re di Boemia                     | Vittorino I di Poděbrady                                 |  |  |       |  |  |                                            |  |  |                                           |  |
|                                         |                                         | Giorgio, re di Boemia                     | Anna di Wartenberg                                       |  |  |       |  |  |                                            |  |  |                                           |  |
| Sidonia di Boemia                       |                                         | Giorgio, re di Boemia                     |                                                          |  |  |       |  |  |                                            |  |  |                                           |  |
|                                         |                                         | Cunegonda di Sternberg                    | Smilo di Sternberg                                       |  |  |       |  |  |                                            |  |  |                                           |  |
|                                         |                                         | Cunegonda di Sternberg                    | Smilo di Sternberg                                       |  |  |       |  |  |                                            |  |  |                                           |  |
|                                         |                                         | Cunegonda di Sternberg                    | Barbara di Pardubice                                     |  |  |       |  |  |                                            |  |  |                                           |  |
| Emilia di Sassonia                      |                                         | Cunegonda di Sternberg                    |                                                          |  |  |       |  |  |                                            |  |  |                                           |  |
|                                         | Enrico IV, duca di Meclemburgo-Schwerin | Giovanni IV, duca di Meclemburgo-Schwerin |                                                          |  |  |       |  |  |                                            |  |  |                                           |  |
|                                         | Enrico IV, duca di Meclemburgo-Schwerin | Giovanni IV, duca di Meclemburgo-Schwerin |                                                          |  |  |       |  |  |                                            |  |  |                                           |  |
|                                         | Enrico IV, duca di Meclemburgo-Schwerin | Caterina di Sassonia-Lauenburg            |                                                          |  |  |       |  |  |                                            |  |  |                                           |  |
| Magnus II, duca di Meclemburgo-Schwerin | Enrico IV, duca di Meclemburgo-Schwerin |                                           |                                                          |  |  |       |  |  |                                            |  |  |                                           |  |
|                                         |                                         | Dorotea di Brandeburgo                    | Federico I, principe elettore di Brandeburgo             |  |  |       |  |  |                                            |  |  |                                           |  |
|                                         |                                         | Dorotea di Brandeburgo                    | Federico I, principe elettore di Brandeburgo             |  |  |       |  |  |                                            |  |  |                                           |  |
|                                         |                                         | Dorotea di Brandeburgo                    | Elisabetta di Baviera-Landshut                           |  |  |       |  |  |                                            |  |  |                                           |  |
| Caterina di Meclemburgo-Schwerin        |                                         | Dorotea di Brandeburgo                    |                                                          |  |  |       |  |  |                                            |  |  |                                           |  |
|                                         |                                         | Eric II, duca di Pomerania-Wolgast        | Vartislao IX, duca di Pomerania-Wolgast                  |  |  |       |  |  |                                            |  |  |                                           |  |
|                                         |                                         | Eric II, duca di Pomerania-Wolgast        | Vartislao IX, duca di Pomerania-Wolgast                  |  |  |       |  |  |                                            |  |  |                                           |  |
|                                         |                                         | Eric II, duca di Pomerania-Wolgast        | Sofia di Sassonia-Lauenburg                              |  |  |       |  |  |                                            |  |  |                                           |  |
| Sofia di Pomerania-Wolgast              |                                         | Eric II, duca di Pomerania-Wolgast        |                                                          |  |  |       |  |  |                                            |  |  |                                           |  |
|                                         |                                         | Sofia di Pomerania-Stolp                  | Boghislao IX, duca di Pomerania-Stolp                    |  |  |       |  |  |                                            |  |  |                                           |  |
|                                         |                                         | Sofia di Pomerania-Stolp                  | Boghislao IX, duca di Pomerania-Stolp                    |  |  |       |  |  |                                            |  |  |                                           |  |
|                                         |                                         | Sofia di Pomerania-Stolp                  | Maria di Masovia                                         |  |  |       |  |  |                                            |  |  |                                           |  |
|                                         |                                         | Sofia di Pomerania-Stolp                  |                                                          |  |  |       |  |  |                                            |  |  |                                           |  |